# Comuna Sântămăria-Orlea, Hunedoara
Sântămăria-Orlea (în maghiară: Őraljaboldogfalva, în germană: Liebfrauen, Mariendorf) este o comună în județul Hunedoara, Transilvania, România, formată din satele Balomir, Bărăștii Hațegului, Bucium-Orlea, Ciopeia, Săcel, Sânpetru, Sântămăria-Orlea (reședința), Subcetate și Vadu.

## Demografie
Componența etnică a comunei Sântămăria-Orlea
     Români (86,88%)
     Romi (8,49%)
     Alte etnii (0,67%)
     Necunoscută (3,96%)
Componența confesională a comunei Sântămăria-Orlea
     Ortodocși (74,52%)
     Penticostali (8,43%)
     Baptiști (7,95%)
     Adventiști (2,52%)
     Romano-catolici (1,47%)
     Alte religii (0,89%)
     Necunoscută (4,21%)
Conform recensământului efectuat în 2021, populația comunei Sântămăria-Orlea se ridică la 3.132 de locuitori, în scădere față de recensământul anterior din 2011, când fuseseră înregistrați 3.251 de locuitori. Majoritatea locuitorilor sunt români (86,88%), cu o minoritate de romi (8,49%), iar pentru 3,96% nu se cunoaște apartenența etnică. Din punct de vedere confesional, majoritatea locuitorilor sunt ortodocși (74,52%), cu minorități de penticostali (8,43%), baptiști (7,95%), adventiști (2,52%) și romano-catolici (1,47%), iar pentru 4,21% nu se cunoaște apartenența confesională.

## Politică și administrație
Comuna Sântămăria-Orlea este administrată de un primar și un consiliu local compus din 13 consilieri. Primarul, Dumitru-Ioan Oprean[*], de la Partidul Social Democrat, este în funcție din 2012. Începând cu alegerile locale din 2024, consiliul local are următoarea componență pe partide politice:
|  | Partid                          | Consilieri | Componența Consiliului | Componența Consiliului | Componența Consiliului | Componența Consiliului | Componența Consiliului | Componența Consiliului | Componența Consiliului |
|  | ------------------------------- | ---------- | ---------------------- | ---------------------- | ---------------------- | ---------------------- | ---------------------- | ---------------------- | ---------------------- |
|  | Partidul Social Democrat        | 7          |                        |                        |                        |                        |                        |                        |                        |
|  | Uniunea Salvați România         | 2          |                        |                        |                        |                        |                        |                        |                        |
|  | Partidul Național Liberal       | 2          |                        |                        |                        |                        |                        |                        |                        |
|  | Alianța pentru Unirea Românilor | 2          |                        |                        |                        |                        |                        |                        |                        |

## Atracții turistice
- Biserica de zid "Sfântul Gheorghe" din satul Sânpetru, construcție secolul al XIV-lea, monument istoric
- Biserica cnezilor Cândea (astăzi biserică reformată) din satul Sântămăria-Orlea, construcție secolul al XIII-lea, monument istoric
- Castelul Cândea/Kendeffy din Sântămăria-Orlea, construcție secolul al XVIII-lea, monument istoric
- Cetatea regală a Hațegului din satul Subcetate, construcție secolul al XIII-lea, monument istoric
- Castelul Nopcsa (al familiei nobile românești Noapte) din satul Săcel
- Situl arheologic de la Sântămăria-Orlea
- Ruinele podului roman de la Ciopeia
- Rezervația naturală "Locul fosilifer cu dinozauri Sânpetru"

## Imagini

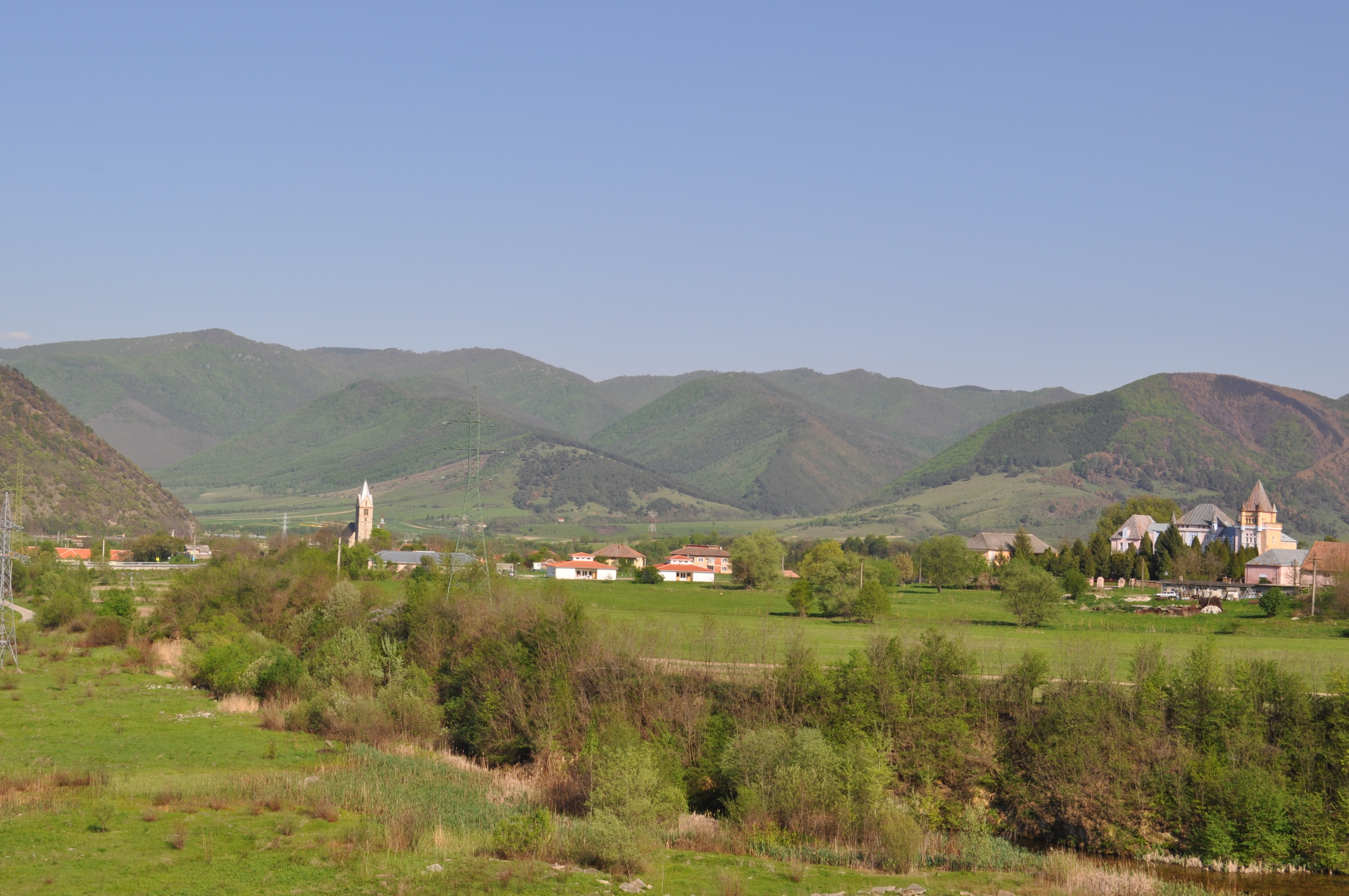
Sântămăria-Orlea
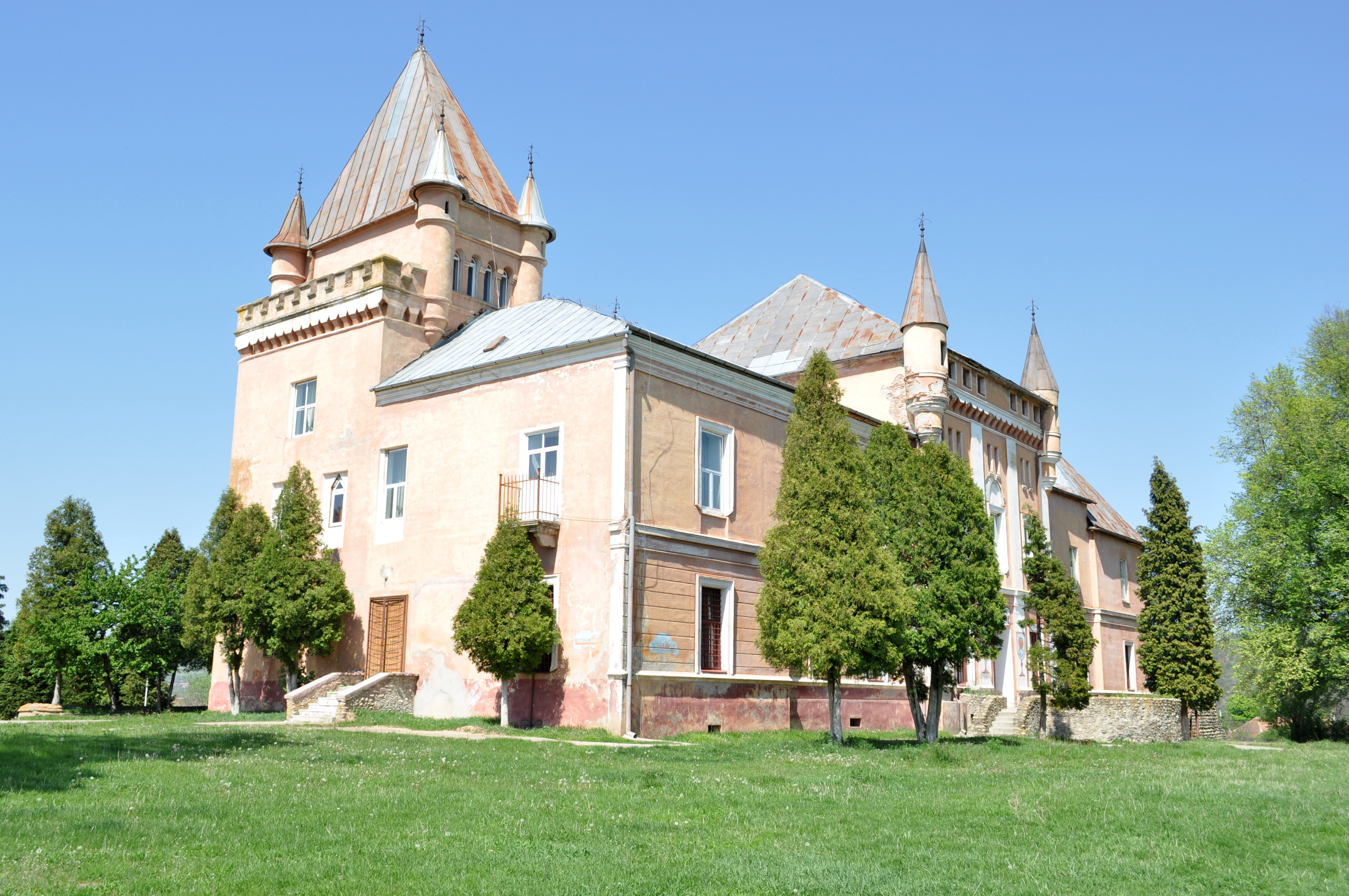
Castelul Kendeffy (monument istoric)
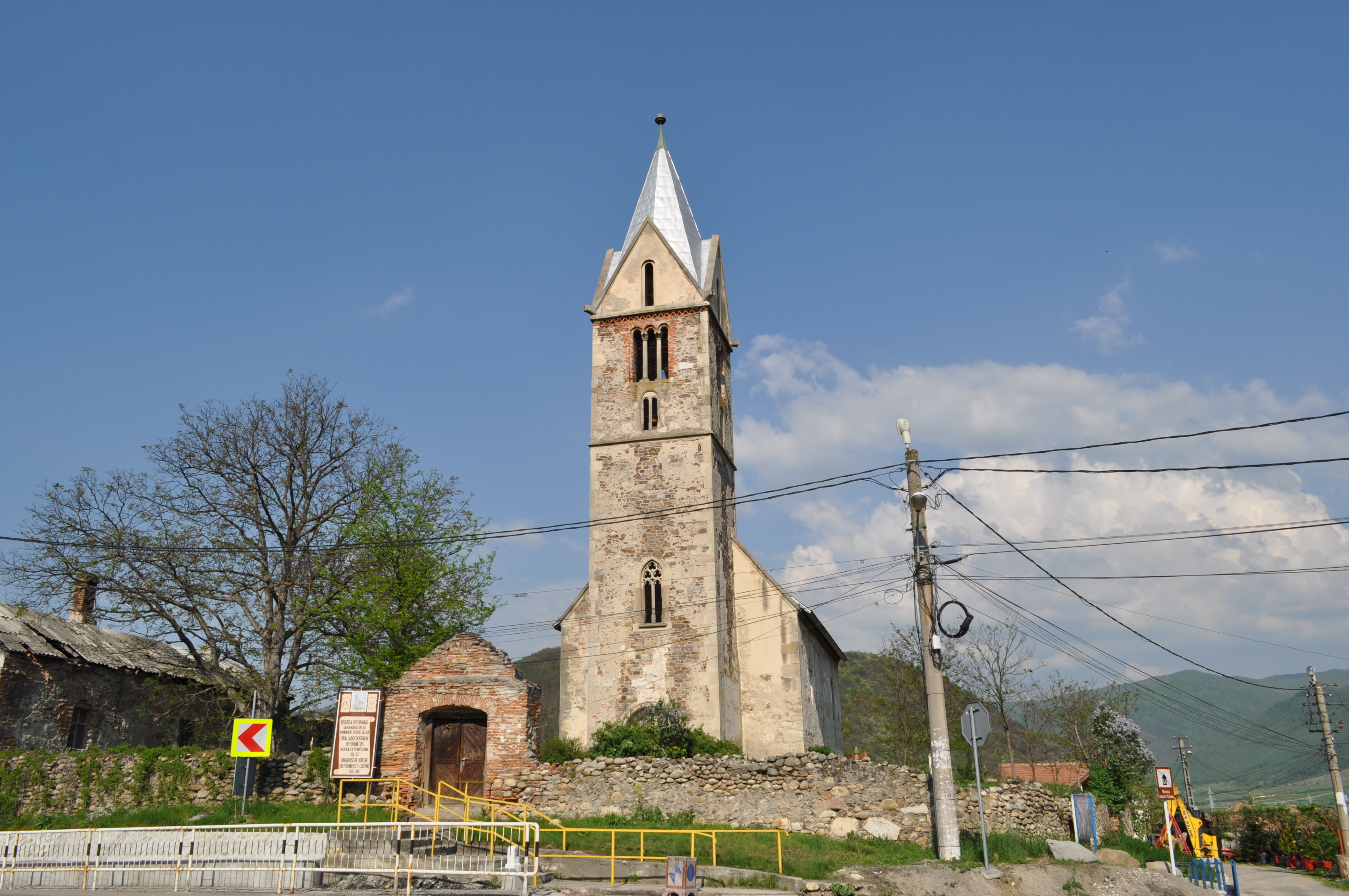
Biserica cnezilor Cândea (monument istoric)
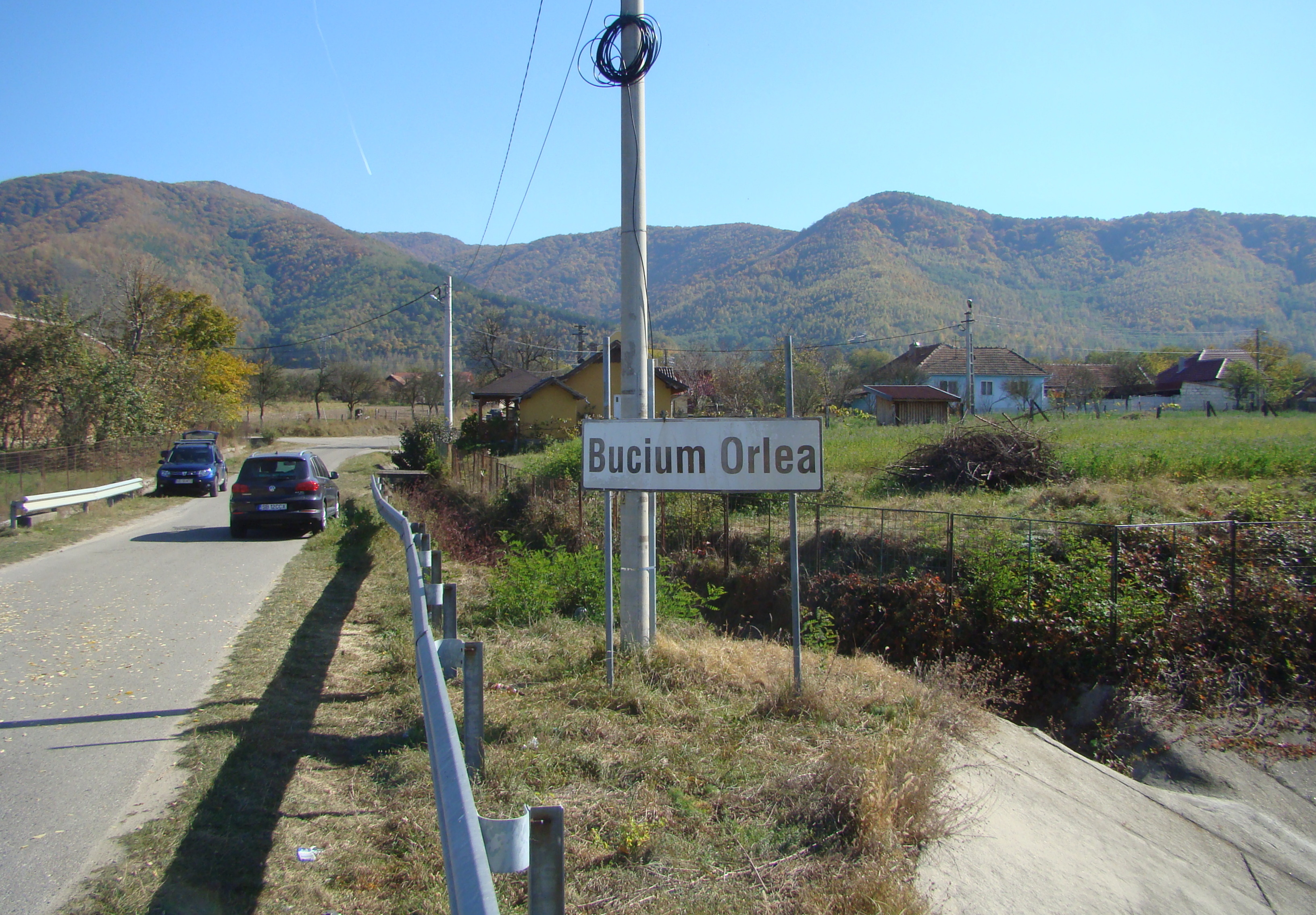
Intrarea în Bucium-Orlea
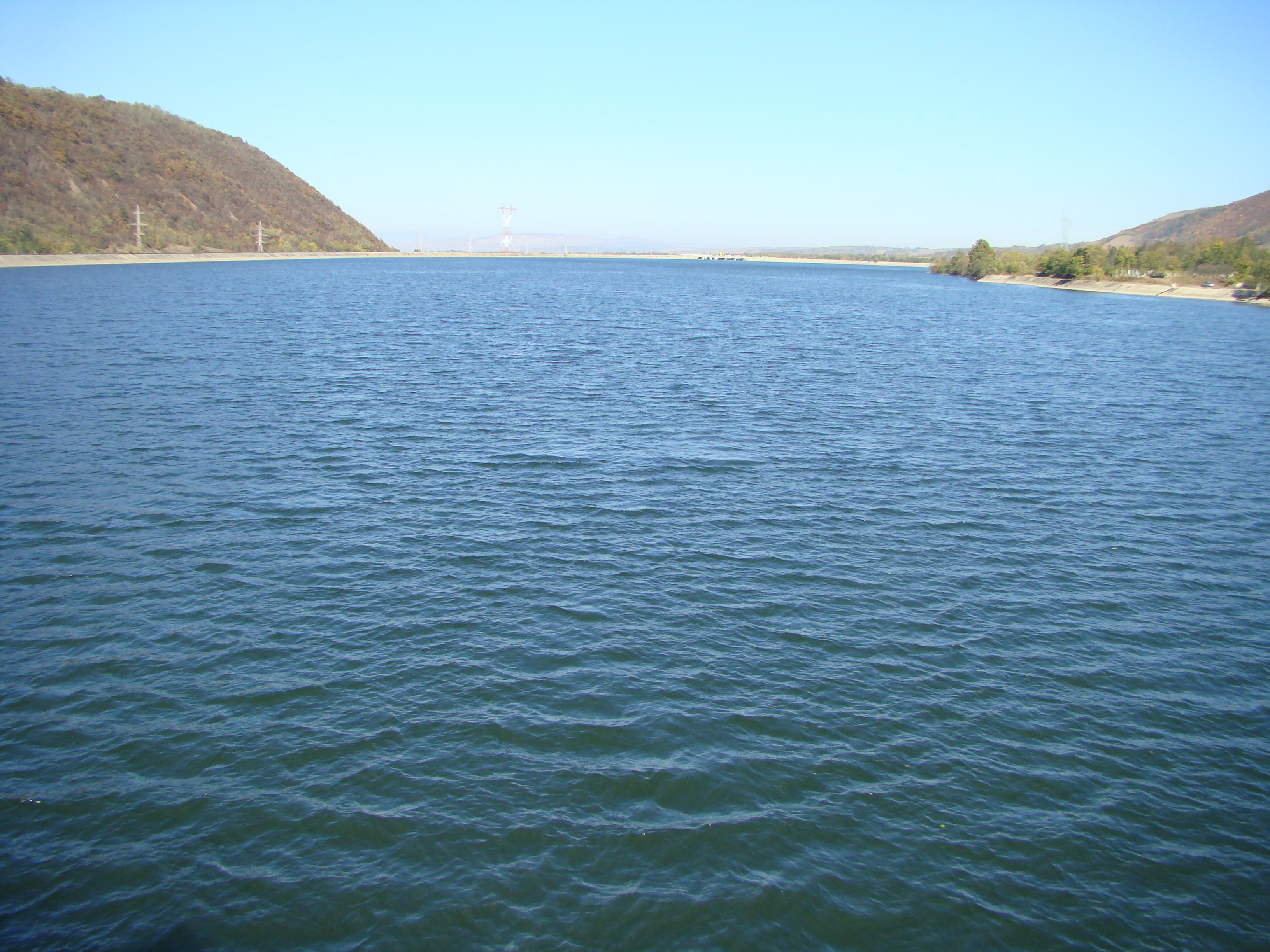
Lacul Bucium
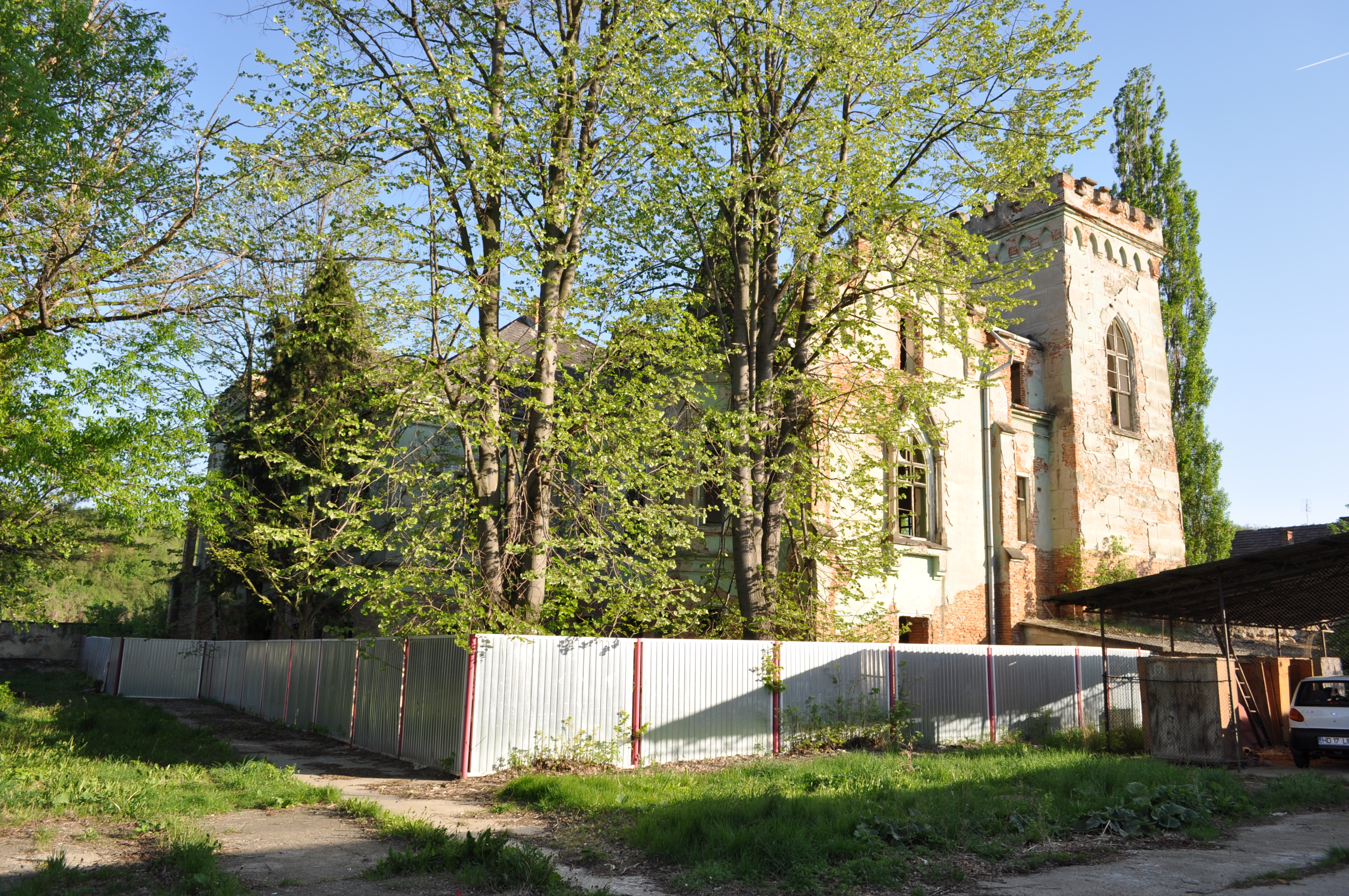
Castelul contelui Nopcsa din Săcel (monument istoric)
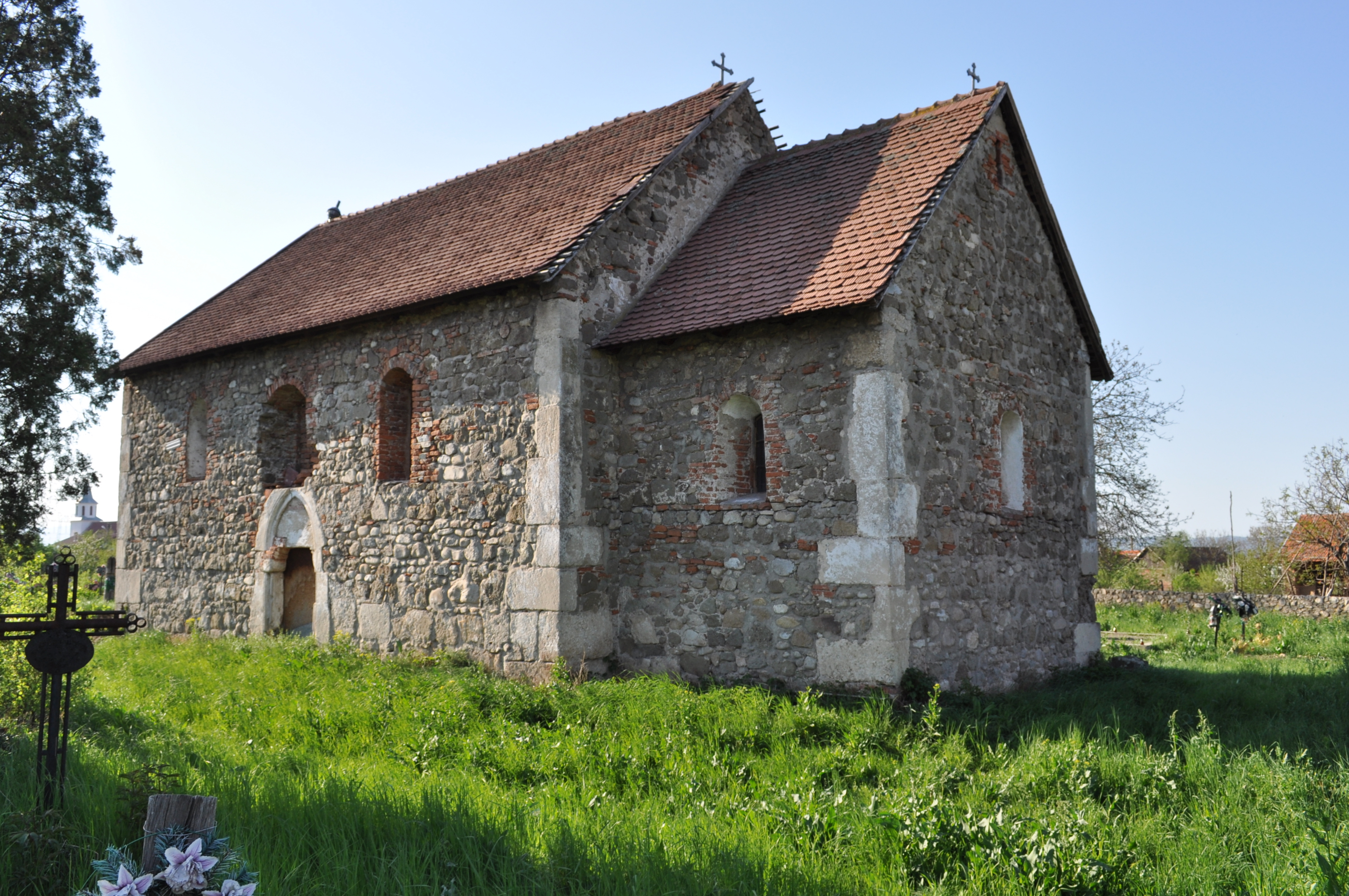
Biserica „Sf. Mare Mucenic Gheorghe" din Sânpetru (monument istoric)
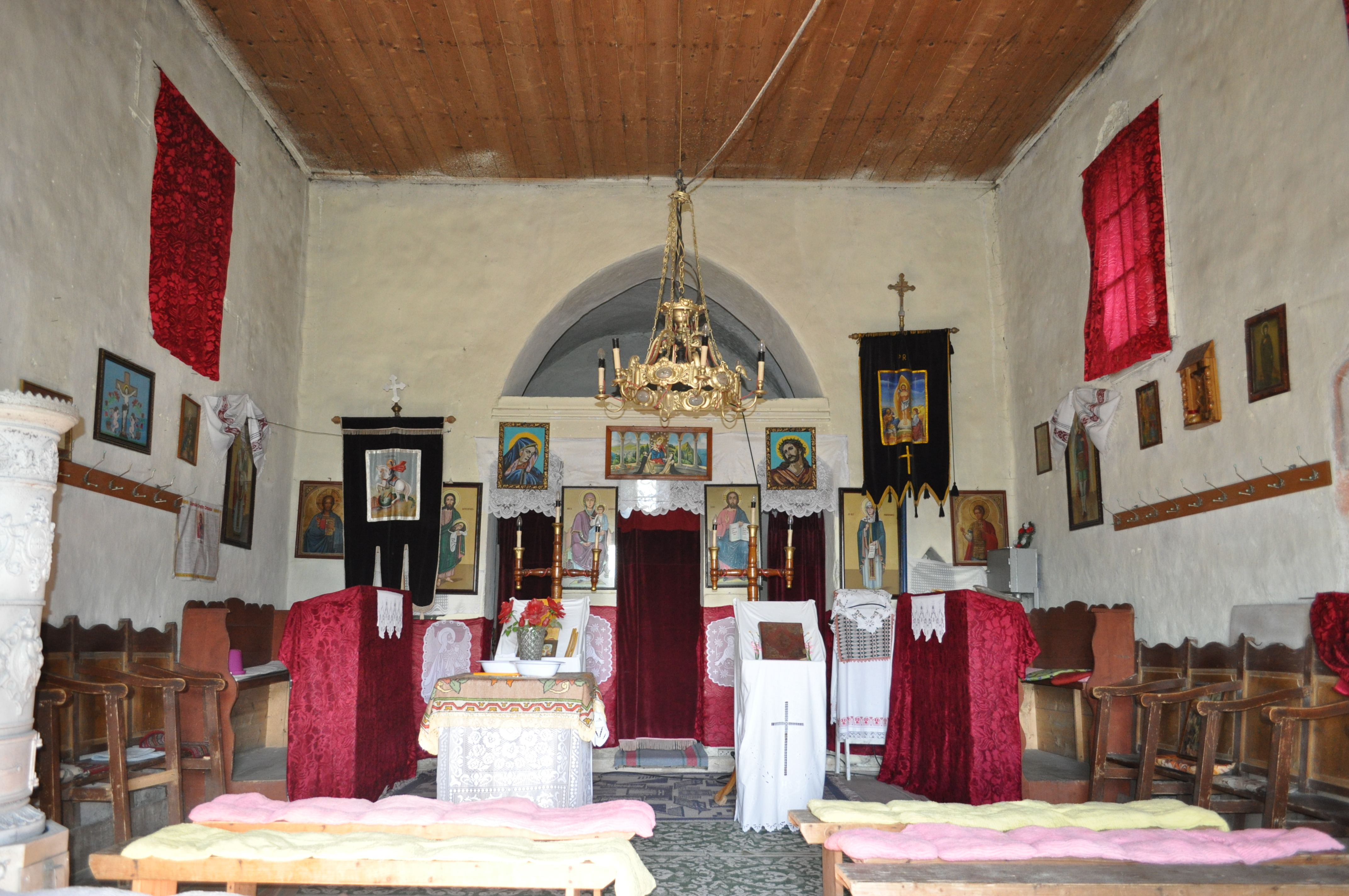
Biserica „Sf. Mare Mucenic Gheorghe" din Sânpetru (interior)
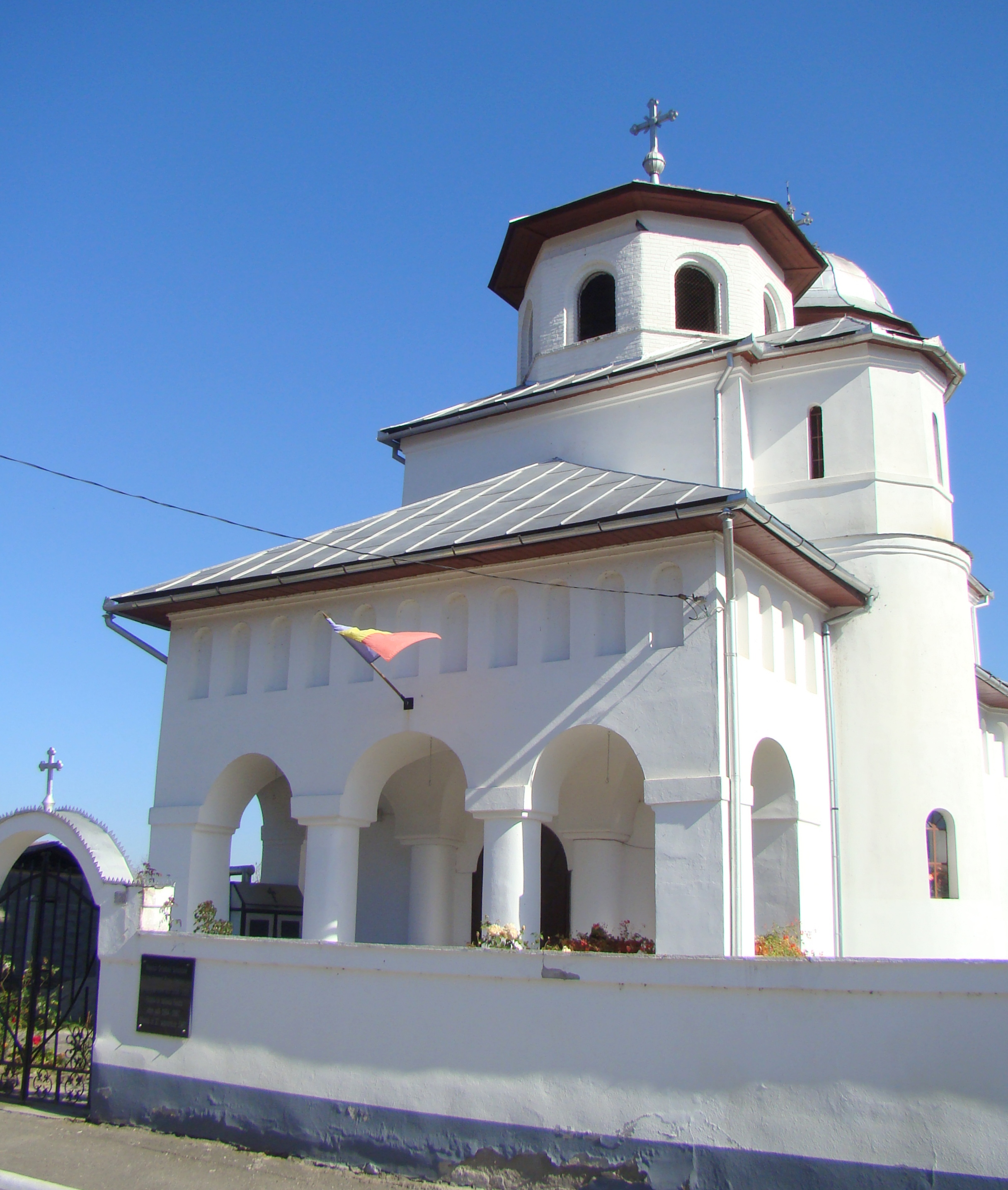
Biserica ortodoxă „Buna Vestire” din Subcetate
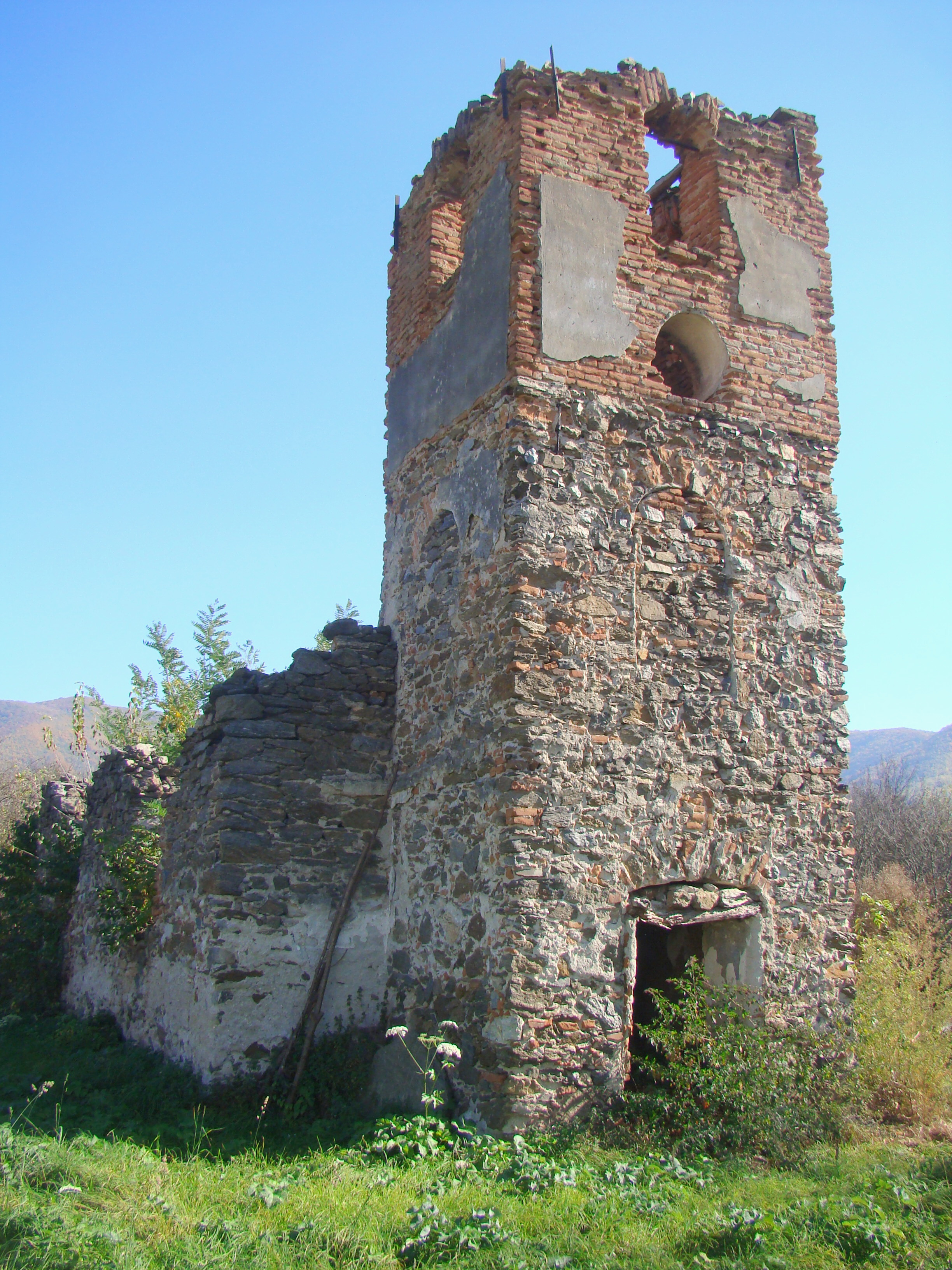
Ruinele bisericii Sfântul Nicolae (monument istoric)